# Gaël Touya
Gaël Roger Touya (* 23. Oktober 1973 in Longeville-lès-Metz) ist ein ehemaliger französischer Säbelfechter. Er wurde Olympiasieger und Weltmeister.

## Erfolge
Gaël Touya erfocht seine größten Erfolge mit der französischen Säbel-Mannschaft. 1997 wurde er mit ihr in Kapstadt Weltmeister, im Jahr darauf in La Chaux-de-Fonds stand die Equipe erneut im Gefecht um Gold, das sie gegen Ungarn verlor. Bei den Olympischen Spielen 2004 in Athen erreichte er im Einzel den 19. Rang. Im Mannschaftswettbewerb erreichte er nach Siegen gegen China und die Vereinigten Staaten das Finale gegen Italien, in dem sich Frankreich mit 45:42 durchsetzen konnte. Touya wurde gemeinsam mit seinem Bruder Damien und Julien Pillet Olympiasieger. Nach dem Olympiasieg wurde er zum Ritter der Ehrenlegion ernannt.
Auch seine Schwester Anne-Lise Touya war im Säbelfechten aktiv.